# Coupe de Belgique féminine de football 2014-2015
Navigation
Édition précédente Édition suivante
La Coupe de Belgique de football féminin 2014-2015 est la 39e édition de la compétition. La finale se joue le jeudi 14 mai 2015  au Freethiel à Beveren. Elle oppose le Lierse SK, (3e finale), au Club Bruges KV, (2e finale). Le Lierse SK enlève sa 1re Coupe de Belgique. 

## Calendrier de la compétition
| Tour | Nom                 | Dates retenues   |
| ---- | ------------------- | ---------------- |
|      | Huitièmes de finale | 29 novembre 2014 |
|      | Quarts de finale    | 10 janvier 2015  |
|      | Demi-finales        | 14 mars 2015     |
|      | Finale              | 14 mai 2015      |

## Huitièmes  de finale
Les huitièmes de finale se jouent le samedi 29 novembre 2014. Les matchs se jouent en une manche.
| Équipe 1            | Score      | Équipe 2                             |
| OHL                 | 4 - 0      | FCF White Star Woluwé                |
| Club Bruges KV B    | 0 - 2      | Union Saint-Ghislain-Tertre Hautrage |
| Standard de Liège B | 0 - 2      | Club Bruges KV                       |
| Standard de Liège   | 2 - 0      | AA Gand Ladies                       |
| RSC Anderlecht B    | 1 - 6      | DVL Zonhoven                         |
| AA Gand Ladies B    | 1 - 3      | Lierse SK                            |
| KSK Heist           | 1 - 2 (ap) | RSC Anderlecht                       |
| Lierse SK B         | 1 - 2      | DVC Eva's Tirlemont                  |

## Quarts de finale
Les quarts de finale se jouent le samedi 10 janvier 2015. Les matchs se jouent en une manche.
| Équipe 1                             | Score | Équipe 2            |
| RSC Anderlecht                       | 1 - 2 | DVC Eva's Tirlemont |
| Lierse SK                            | 3 - 2 | DVL Zonhoven        |
| Union Saint-Ghislain-Tertre Hautrage | 0 - 7 | Standard de Liège   |
| Club Bruges KV                       | 3 - 2 | OHL                 |

## Demi-finales
Les demi-finales se jouent le samedi 14 mars 2015. Les matchs se jouent en une manche.
| Équipe 1       | Score | Équipe 2            |
| Lierse SK      | 1 - 0 | Standard de Liège   |
| Club Bruges KV | 1 - 0 | DVC Eva's Tirlemont |

## Finale
| Équipes            | Lierse SK-Club Bruges KV |  |
| Score              | 1 - 0 (après prolongations) |  |
| Date               | Jeudi 14 mai 2015 |  |
| Stade              | Freethiel, Beveren |  |
| Arbitre            | |  |
| Assistants-arbitre | |  |
| Lierse SK          | Justien Odeurs, Tinne Van den Bergh, Caroline Berrens, Evelien Stoffels, Hannelore Van Poppel, Elke Van Gorp, Merel Groenen, Silke Leynen (74e Lore Asselberghs), Justine Vanhaevermaet (112e Celien Guns), Dominique Vugts (114e Silke Vanwynsberghe) |  |
| Club Bruges KV     | Lynn Senaeve, Jody Vangheluwe, Frauke Timmerman, Heleen Jaques, Barbara Lezy, Silke Demeyere, Tine De Caigny, Nicky Van Den Abbeele, Amber De Priester (87e Yana Haesebroek), Jassina Blom, Jana Coryn                                                 |  |
| Buts               | 101e Justine Vanhaevermaet |  |
| Cartes jaunes      | 33e Justine Vanhaevermaet 66e Barbara Lezy 105e+4 Evelien Stoffels |  |